# 川島町 (徳島県)
川島町（かわしまちょう）は、かつて徳島県にあった町。麻植郡に属した。

## 地理

### 隣接していた自治体
- 麻植郡 鴨島町、山川町、美郷村
- 阿波郡 市場町、阿波町

## 歴史
- 1889年（明治22年）10月1日 - 町村制施行に伴い、麻植郡川島町・桑村・宮之島村・山田村が合併し、桑川村（くわかわそん）が発足。
- 1907年（明治40年）10月1日 - 町制施行し、川島町（第1次）に改称。
- 1955年（昭和30年）2月11日 - 麻植郡川島町・学島村が合併し、川島町（第2次）が発足。
- 2004年（平成16年）10月1日 - 鴨島町・山川町・美郷村と合併して吉野川市となる[1]。

## 教育
- 高等学校
  - 徳島県立川島中学校・高等学校
- 中学校
  - 吉野川市立川島中学校
- 小学校
  - 吉野川市立川島小学校
  - 吉野川市立学島小学校

## 交通

### 鉄道
- 中心となる駅：阿波川島駅
- 四国旅客鉄道（JR四国）
  - 徳島線：（鴨島町） - 阿波川島駅 - 学駅 - （山川町）

### 道路
- 一般国道
  - 国道192号

## 出身人物
- 大川隆法（宗教家） - 幸福の科学創設者。川島町大字桑村生まれ。
- 秋山博康（犯罪評論家、元徳島県警察警部）